# Dialeurodes pilahensis
Dialeurodes pilahensis là một loài côn trùng cánh nửa trong họ Aleyrodidae, phân họ Aleyrodinae.
Dialeurodes pilahensis được Corbett miêu tả khoa học đầu tiên năm 1935.